# Колодеевское сельское поселение
Колодеевское сельское поселение — муниципальное образование в Бутурлиновском районе Воронежской области.
Административный центр — село Колодеевка.

## Население
| 2010 | 2012 | 2013 | 2014 | 2015 | 2016 | 2017 | 2018 | 2019 |
| ---- | ---- | ---- | ---- | ---- | ---- | ---- | ---- | ---- |
| 616  | ↘588 | ↘561 | ↘547 | ↘543 | ↘534 | ↘522 | ↘516 | ↘501 |
| 2020 | 2021 |      |      |      |      |      |      |      |
| ↘497 | ↘303 |      |      |      |      |      |      |      |

## Административное деление
Состав поселения:
- село Колодеевка,
- село Толучеево.